# 자황
《자황력》은 대한민국의 종근당에서 생산된 자양강장제다.

## 포장형태
- 100ml×10병×10상자